# Rosa Margarita Roldán Bolívar
Rosa Margarita Roldán Bolívar, más conocida como Margarita Roldán, fue una contadora pública nacida en Medellín el 18 de febrero de 1962. Fue la primera mujer colombiana en ejercer el cargo de Contadora General de la Nación.

## Estudios
Estudió en Medellín en el Liceo Femenino de Manrique su educación primaria; también en Medellín, su educación secundaria en el Centro de Cultura Básica, obteniendo el grado de Bachiller Académico el 20 de diciembre de 1980. Posteriormente, se desplazó a Bogotá a estudiar Contaduría Pública en la Sede Principal de la Universidad Libre (Colombia) de la cual se graduó el 4 de octubre de 1991. Finalmente, se especializó en Gestión Financiera Pública de la Universidad Externado de Colombia.

## Contadora General de la Nación
Álvaro Uribe la nombró como la cuarta Contadora General de la Nación mediante el Decreto 2995 del 13 de agosto de 2009, constituyéndose así en la primera mujer colombiana en ocupar este cargo. Sucedió en el cargo a Jairo Alberto Cano Pabón.